# 메이플스토리의 세계
이 문서는 넥슨에서 서비스하는 온라인 게임 《메이플스토리》의 세계에 대하여 다루는 문서다. 메이플스토리 내 세계는 현재 공개된 장소로 메이플 월드, 그란디스, 거울세계, 아케인 리버, 프렌즈 월드가 존재한다.

## 메이플 월드
- 메이플 월드의 지도

메이플 월드는 메이플스토리가 서비스 하기 시작한 이후에 처음 공개된 지역이다. 메이플스토리의 직업군 중 모험가, 시그너스 기사단, 영웅, 레지스탕스 직업군들의 홈타운이 존재한다.

## 그란디스
- 그란디스의 지도

그란디스는 메이플 월드와 다른 세계로, 여러 천체들이 군체로 묶인 형태로, 하나의 거대한 행성 주위를 여러 위성이 도는 형태다. 그란디스에는 레프와 노바, 아니마 직업군의 홈타운이 존재한다.

## 거울 세계
거울 세계는 검은 마법사가 만들고 륀느의 힘으로 유지되며, 군단장인 윌이 다스리는 메이플스토리의 세계이다. 제로의 홈타운이 존재한다.

## 아케인 리버
- 아케인 리버의 지도

아케인 리버는 검은 마법사가 만들어 낸 세계로, ‘에르다’라는 존재로 구성된 곳이다. 아케인 리버 내에는 소멸의 여로, 리버스 시티, 츄츄 아일랜드, 얌얌 아일랜드, 레헬른, 아르카나, 모라스, 에스페라, 셀라스, 문브릿지, 고통의 미궁, 리멘으로 총 12개의 지역이 존재한다.
- 소멸의 여로

2016년 7월 14일에 추가된 지역. 아케인리버의 시작점에 있는 지역으로, 바깥 세계의 기억이 풍화되는 곳이다. 호수와 안식의 동굴을 거쳐 폭포로 떨어진 후 츄츄 아일랜드로 이어진다.
- 리버스 시티

- 츄츄 아일랜드

2016년 7월 28일에 추가된 지역. 화창한 기후 아래 다양한 식물들이 자라나는 섬이다.
- 얌얌 아일랜드

- 레헬른

2016년 8월 18일에 추가된 지역. 축제의 밤에 둘러싸인 꿈의 도시이며, 시계탑 꼭대기에서 레이드 보스 루시드와 대결할 수 있다.
- 아르카나
- 모라스
- 에스페라
- 셀라스
- 문브릿지
- 고통의 미궁
- 리멘

### 입장 레벨 하한선
아케인 리버의 지역별 입장 레벨 하한선은 아래와 같다.
| 지역          | 입장 레벨 하한선 | 입장 레벨 하한선 |
| 지역          | 메이플스토리     | 메이플스토리M    |
| ------------- | ---------------- | ---------------- |
| 소멸의 여로   | 200              | 200              |
| 리버스 시티   | 205              | 203              |
| 츄츄 아일랜드 | 210              | 205              |
| 얌얌 아일랜드 | 215              | 207              |
| 레헬른        | 220              | 210              |
| 아르카나      | 225              | 215              |
| 문브릿지      | 230              | 220              |
| 에스페라      | 235              | 225              |
| 셀라스        | 240              | 230              |
| 문브릿지      | 245              | 235              |
| 고통의 미궁   | 250              | 240              |
| 리멘          | 255              | 245              |

## 프렌즈 월드
프렌즈 월드는 메이플스토리의 세계로 현재의 대한민국을 모델로 한다. 2014년 5월, 스핀오프인 프렌즈스토리와 함께 모습을 드러낸 세계관이다. 이후 키네시스 직업이 등장하면서 키네시스의 홈타운의 역할도 수행하고 있다.

## 메이플스토리M 한정 지역
아래의 지역들은 메이플스토리의 모바일판이라 할 수 있는 《메이플스토리M》에만 등장하는 지역들이다.
- 오르트

시아 아스텔의 홈타운.
- 헬리아

에릴 라이트의 홈타운.

## 과거 지역
- 코크타운

코크타운은 과거 메이플스토리에 존재했던 지역이다. 코카콜라와의 콜라보레이션을 통해 등장했다. 코크타운에서는 콜라와 관련된 몬스터들과 코카콜라를 상징하는 북극곰 캐릭터들이 등장했다. 코카콜라와의 콜라보레이션이 종료된 이후에는 입장할 수 없게 바뀌었다.
- 플로리나 비치

어원은 미국에 위치한 주인 '플로리다'의 명칭을 변형했다. 플로리나 비치는 빅토리아 아일랜드에 존재했던 지역이다. 따뜻한 섬지역 컨셉이었으며 루팡 몬스터와 크랩 몬스터들이 등장했다. 초창기에는 일정 금액을 지불하고 리스항구에서 진입할 수 있었지만 패치 이후 노틸러스에서 진입할 수 있게 변경되었다. 2013년 유앤아이 패치로 입장할 수 없게 변경되었으며 이후 월드맵에서 삭제되었다.
- 세계 여행

세계 여행은 과거 메이플스토리에 존재했던 지역이다. 일본, 중국, 대만, 태국의 지역이 존재했다. 각 지역에서는 모두 그 나라 특색의 BGM과 배경, 몬스터, 아이템들이 존재했다. 2009년 패치를 통해 입장을 할 수 없게 바뀌었다. 세계여행 지역에 입장이 불가능해졌어도 일부 몬스터들은 차후 메이플 세계관 내로 이동해 그 명맥을 유지했다.
- 크리세

크리세는 오르비스 상공에 위치한 테마던전이었다. 레벨 50이상부터 진입이 가능했으며 거인들이 거주하는 섬이라는 특징을 지녔다. 2013년 패치로 입장을 할 수 없게 바뀌었다.
- 벚꽃성

벚꽃성은 과거 메이플스토리에 존재했던 테마던전이다. 맵 전체적으로 일본풍을 띄었으며 성안에 잠입해 공주를 구출하는 스토리를 가졌다. 2013년 패치로 입장을 할 수 없게 바뀌었다.
- 테라숲

테라숲은 과거 메이플스토리에 존재했던 테마던전이다. 미래에서 온 시간여행자와 함께 차근차근 근미래에 발생할 수 있는 문제를 해결하며 최종적으로는 로봇의 지배하에 놓인 미래를 개변시키고자하는 스토리를 가졌다. 2013년 패치를 통해 입장할 수 없게 바뀌었다.